# Liexian zhuan
Liexian zhuan (chinesisch 列仙傳 / 列仙传, Pinyin Lièxiān zhuàn, W.-G. Lieh-hsien chuan, englisch Biographies of Immortals – „Biographien von Unsterblichen“) ist ein daoistisches hagiographisches Werk in zwei Kapiteln (juan). Es enthält 70 kurze Biographien. Ge Hong aus der Zeit der Jin-Dynastie und der Literaturkatalog der Geschichte der Sui-Dynastie (Suishu) schreiben es Liu Xiang (刘向) aus der Zeit der Westlichen Han-Dynastie zu.  

## Ausgaben
Das Liexian zhuan ist im Daoistischen Kanon enthalten (DZ 294). Eine fotografische Reproduktion der ming-zeitlichen Daozang-Ausgabe findet sich im Daozang juyao (道藏举要) der Hanfenlou (涵芬楼).

## Übersetzungen
Max Kaltenmark (Übers.): Le Lie-sien tchouan: Biographies légendaires des immortels taoïstes de l'antiquité. Beijing: Université de Paris, Publications du Centre d'études sinologiques de Pékin 1953. Reprint Paris: Collège de France 1987.

## Übersicht
(1) Chisong zi 赤松子 (神农时)   (2)  Ning Feng zi 宁封子 (黄帝时)   (3)  Mashi Huang 马师皇 (黄帝时)   (4) Chijiang zi Yu 赤将子舆  (黄帝时)   (5) Huangdi 黄帝  (6) Wu Quan 屋全  (尧时)   (7) Rong Cheng gong 容成公  (黄帝时)   (8) Fang Hui 方回  (尧时)   (9) Lao zi 老子  (周)   (10) Paßwächter Yin 关令尹  (周)   (11) Juan zi 涓子  (齐人)   (12) Lü Shang 吕尚  (周)   (13)  Xiaofu 啸父  (西周)   (14) Shimen 师门  (西周)   (15) Wu Guang 务光  (夏)   (16) Qiu Sheng 仇生  (汤)   (17) Pengzu 彭祖  ()   (18) Qiong Shu 邛疏  (周)   (19) Jiezi Tui 介子推  (晋)   (20) Ma Dan 马丹  (晋)   (21) Ping Changsheng 平常 生  (谷城乡人)   (22) Lu tong 陆通  (楚)   (23) Ge You 葛由  (周成王时)   (24) Jiang fei er nü 江妃二女 (江汉之湄)  (25) Fan Li 范蠡 (越勾践)  (26) Qin Gao 琴高 (宋)  (27) Kou Xian 寇先 (宋)  (28) Wangzi Qiao 王子乔 (周)  (29) You Bozi 幼伯子 (周)  (30) Anqi xiansheng 安期先生 (秦始皇时)  (31) Guifu 桂父 (象林人)  (32) Xiaqiu Zhong 瑕丘仲 (西宁人)  (33) Jiuke 酒客 (梁人)  (34) Ren Guang 任光) 赵简子时)  (35) Xiaoshi 萧史 (秦穆公时)  (36) Zhuji weng 祝鸡翁 (洛人)  (37) Zhu Zhong 朱仲 (汉)   (38) Xiuyang gong 修羊公 (汉)  (39) Jiqiu jun 稷丘君 (汉)  (40) Cui Wenzi 崔文子 (太山人)  (41) Chixu zi 赤须子 (秦穆公时)  (42) Dongfang Shuo 东方朔 (汉)  (43) Gouyi furen 钩翼夫人 (汉)  (44) Duzi 犊子 (45) Qilongming 骑龙呜 (46) Zhu Zhu 主柱 (47) Yuanke 园客 (48) Lupi gong 鹿皮公 (49) Changrong 昌容 (50) Qifu 溪父 (51) Shantu 山图 (52) Gu Chun 谷春 (汉)  (53) Yin Changsheng 阴长生 (54) Maonü 毛女 (秦始皇时)  (55) Ziying 子英 (56) Fu Lü 服闾 (57) Wen Bin 文宾 (58) Shangqiu zi Xu 商丘子胥 (59) Zi Zhu 子主 (60) Tao Angong 陶安公 (61) Chifu 赤斧 (62) Hu Zixian 呼子先 (63) Fuju xiansheng 负局先生 (64) Zhu Huang 朱璜 (汉)  (65) Huang Yuanqiu 黄阮丘 (66) Nü  Wan 女丸  (Nü Ji)  (67) Lingyang Ziming 陵阳子明 (68) Han zi 邗子 (69) Muyu 木羽 (70) Xuansu 玄俗